# Estadio Azteca (estación)
Estadio Azteca es una de las estaciones que forman parte del Tren Ligero de la Ciudad de México, perteneciente a la única línea existente del sistema. Se ubica al sur de la Ciudad de México en el límite de las alcaldías Tlalpan y Coyoacán. 

## Información general
Esta estación está situada enfrente del Estadio Azteca. El logo de la estación es una vista estilizada de dicho estadio.
Durante algún tiempo, fue una estación de correspondencia entre las líneas que iban a Xochimilco y la de San Fernando, razón por la cual esta es la única estación que tiene tres vías y dos andenes.
Al sur de la estación pueden observarse los remanentes de la línea de tren ligero que comenzaba en esta estación y terminaba cerca de la avenida San Fernando, en Tlalpan. Aún se mantienen en pie los andenes de algunas de estas estaciones, así como sus vías.

## Rehabilitación y mantenimiento mayor
La estación estuvo fuera de servicio desde el 1 de julio de 2019 hasta el 16 de enero de 2020, debido a que se realizó una rehabilitación mayor del sistema, haciéndose el cambio de vías que han permanecido desde a mediados de la década de 1890, cuando eran usados para la extinta ruta de tranvías que recorrían lo que hoy es el Tren Ligero. Las obras terminaron el día 31 de diciembre de 2019. La reapertura oficial se realizó el 16 de enero de 2020.

## Lugares de interés
- Estadio Azteca
- CETRAM Huipulco